# Titanische Primzahl
Der Begriff titanische Primzahl (englisch titanic prime (number)) wurde von Samuel Yates geprägt und bezeichnet eine Primzahl mit mindestens 1000 Dezimalstellen.

Die kleinsten titanischen Primzahlen haben exakt 1000 Stellen, sind von der Form {\displaystyle p=10^{999}+n} und haben folgendes {\displaystyle n}:
{\displaystyle n} = 7, 663, 2121, 2593, 3561, 4717, 5863, 9459, 11239, 14397, 17289, 18919, 19411, 21667, 25561, 26739, 27759, 28047, 28437, 28989, 35031, 41037, 41409, 41451, 43047, 43269, 43383, 50407, 51043, 52507, 55587, 59877, 61971, 62919, 63177, … (Folge A074282 in OEIS)
Die ersten beiden titanischen Primzahlen wurden am 3. November 1961 von Alexander Hurwitz entdeckt. Es waren die beiden Mersenne-Primzahlen {\displaystyle M_{4253}=2^{4253}-1} mit 1281 Stellen und {\displaystyle M_{4423}=2^{4423}-1} mit 1332 Stellen. Die Primalität von {\displaystyle M_{4253}} wurde an diesem Tag als erstes berechnet, Hurwitz hat aber am Computer die Ausgabe von {\displaystyle M_{4423}} wenige Sekunden vor {\displaystyle M_{4253}} als erstes bemerkt. Dadurch entstand eine kurze Diskussion zwischen Selfridge und Hurwitz darüber, welche Primzahl somit als erste entdeckt wurde. Offiziell ist es {\displaystyle M_{4423}}.
Jemand, der eine titanische Primzahl entdeckt hat, ist nach Samuel Yates ein Titan (englisch titan).

## Arten

### Gigantische Primzahl
Eine gigantische Primzahl (englisch gigantic prime (number)) ist eine Primzahl mit mindestens 10.000 Dezimalstellen.
Dieser Name wurde erstmals im Jahr 1992 im Artikel Collecting gigantic and titanic primes von Samuel Yates erwähnt.

Die erste gigantische Primzahl wurde am 8. April 1979 von Harry L. Nelson und David Slowinski entdeckt. Es war die Mersenne-Primzahl {\displaystyle M_{44497}=2^{44497}-1} mit 13.395 Stellen.
Die kleinsten gigantischen Primzahlen haben exakt 10.000 Stellen, sind von der Form {\displaystyle p=10^{9999}+n} und haben folgendes {\displaystyle n}:
{\displaystyle n} = 33603, 55377, 70999, 78571, 97779, 131673, 139579, 236761, 252391, 282097, 333811, 342037, 355651, 359931, 425427, 436363, 444129, 473143, 479859, 484423, 515787, 543447, 680979, 684273, 709053, 709431, 780199, 781891, 788527, 813019, … (Folge A142587 in OEIS)
Heutzutage kann man mit einem normalen PC mehrere (ähnlich kleine) gigantische Primzahlen pro Tag entdecken.

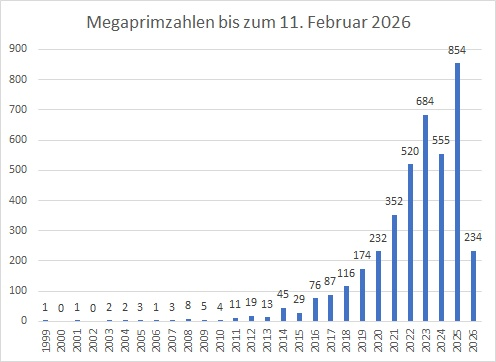
Die Anzahl der neu gefundenen Megaprimzahlen pro Jahr

### Megaprimzahl
Eine Megaprimzahl (englisch megaprime (number)) ist eine Primzahl mit mindestens 1.000.000 Dezimalstellen.

Die erste Megaprimzahl wurde am 1. Juni 1999 von Nayan Hajratwala entdeckt. Es war die Mersenne-Primzahl {\displaystyle M_{6972593}=2^{6972593}-1} mit 2.098.960 Stellen.
Es sind zurzeit 2933 Megaprimzahlen und 148 PRP-Zahlen mit mindestens einer Million Stellen bekannt (Stand: 29. Dezember 2024).

### Bevaprimzahl
Eine Bevaprimzahl (englisch bevaprime (number)) ist eine Primzahl mit (mindestens) 1.000.000.000 (= 1 Milliarde, engl. 1 billion) Dezimalstellen. Sie wird auch Gigaprimzahl genannt, allerdings ist die Verwechslungsgefahr mit „gigantischer Primzahl“ in diesem Falle recht hoch. Die Bezeichnung Bevaprimzahl wurde von Chris Caldwell spätestens seit Ende 2003 verwendet, er hat diese Bezeichnung jedoch zwischen 1. und 22. Januar 2016 wieder aus dem Artikel "The Largest Known Prime by Year: A Brief History" entfernt.
Es sind zwar noch keine Bevaprimzahlen bekannt, trotzdem weiß man, dass fast alle Primzahlen Bevaprimzahlen sind. Dies liegt daran, dass es unendlich viele Primzahlen gibt (siehe Satz von Euklid), aber nur endlich viele von diesen weniger als eine Milliarde Dezimalstellen haben. Es müssen also alle „restlichen“ Primzahlen mehr als eine Milliarde Stellen haben.

### Primzahlrekorde
Es folgt eine Liste der kleinsten und größten (bekannten) Primzahlen der obigen Formen. Einige davon sind allerdings Zahlen, die sehr viele Eigenschaften einer Primzahl erfüllen, bei denen man aber noch nicht ganz sicher ist, ob es sich tatsächlich um Primzahlen oder doch „nur“ um Pseudoprimzahlen handelt. Solche „wahrscheinlichen Primzahlen“ nennt man PRP-Zahlen (Stand: 17. Dezember 2021).
| Zahl                                                   | Status | Rekord                                                             | Form                                                 | Dezimalstellen | Entdeckungsdatum   | Entdecker                                     | Quellen                    |
| ------------------------------------------------------ | ------ | ------------------------------------------------------------------ | ---------------------------------------------------- | -------------- | ------------------ | --------------------------------------------- | -------------------------- |
| {\displaystyle 10^{999}-6101}                          | prim   | größte nicht-titanische Primzahl                                   | ---                                                  | 999            | ?                  | ?                                             | [ 11 ]                     |
| {\displaystyle 10^{999}+7}                             | prim   | kleinste titanische Primzahl                                       | titanisch                                            | 1000           | ?                  | ?                                             | [ 12 ]                     |
| {\displaystyle 10^{9999}-11333}                        | prim   | größte titanische, aber nicht gigantische Primzahl                 | titanisch                                            | 9.999          | ?                  | ?                                             | [ 13 ]                     |
| {\displaystyle 10^{9999}+33603}                        | prim   | kleinste gigantische Primzahl                                      | gigantisch                                           | 10.000         | August 2003        | Jens Franke, Thorsten Kleinjung, Tobias Wirth | [ 13 ] [ 14 ] [ 15 ]       |
| {\displaystyle 10^{99999}-59511}                       | PRP    | größte PRP-Zahl mit weniger als 100.000 Stellen                    | gigantisch                                           | 99.999         | Juli 2009          | Patrick De Geest                              | [ 16 ]                     |
| {\displaystyle 10^{99999}+309403}                      | PRP    | kleinste PRP-Zahl mit mindestens 100.000 Stellen                   | gigantisch                                           | 100.000        | Januar 2004        | Daniel Heuer                                  | [ 16 ] [ 17 ]              |
| {\displaystyle 10^{999999}-1022306\cdot 10^{287000}-1} | prim   | größte gesicherte gigantische Primzahl, die nicht Megaprimzahl ist | gigantisch                                           | 999.999        | 10. September 2021 | Ryan Propper, Serge Batalov                   | [ 18 ]                     |
| {\displaystyle 10^{999999}-172473}                     | PRP    | größte gigantische PRP-Zahl, die nicht Megaprimzahl ist            | gigantisch                                           | 999.999        | Dezember 2016      | Patrick De Geest                              | [ 8 ]                      |
| {\displaystyle 10^{999999}+593499}                     | PRP    | kleinste PRP-Zahl mit mindestens 1.000.000 Stellen                 | Megaprimzahl                                         | 1.000.000      | Februar 2013       | Peter Kaiser                                  | [ 8 ] [ 19 ]               |
| {\displaystyle 10^{999999}+308267\cdot 10^{292000}+1}  | prim   | kleinste gesicherte Megaprimzahl                                   | Megaprimzahl                                         | 1.000.000      | 19. Februar 2021   | Serge Batalov                                 | [ 20 ]                     |
| {\displaystyle 2^{32582657}-1}                         | prim   | größte bekannte Megaprimzahl mit weniger als 10.000.000 Stellen    | Megaprimzahl, 44. Mersenne-Primzahl M32582657        | 9.808.358      | 4. September 2006  | Curtis Cooper, Steven R. Boone                | [ 21 ] [ 7 ]               |
| {\displaystyle 2^{37156667}-1}                         | prim   | kleinste bekannte Megaprimzahl mit mindestens 10.000.000 Stellen   | Megaprimzahl, 45. Mersenne-Primzahl M37156667        | 11.185.272     | 6. September 2008  | Hans-Michael Elvenich                         | [ 22 ] [ 7 ]               |
| {\displaystyle 2^{136279841}-1}                        | prim   | größte bekannte Megaprimzahl                                       | Megaprimzahl, evtl. 52. Mersenne-Primzahl M136279841 | 41.024.320     | 12. Oktober 2024   | Luke Durant                                   | [ 23 ] [ 24 ] [ 7 ] [ 25 ] |

Der nächsten Liste kann man die bisher 10 größten bewiesenen Primzahlen entnehmen.
Die meisten davon sind Mersenne-Primzahlen, allesamt sind Megaprimzahlen (Stand: 26. Oktober 2024).
| Rang | Primzahl                                                                       | Eigenschaft                                               | Dezimalstellen | Entdeckungsdatum  | Entdecker                   | Quellen |
| ---- | ------------------------------------------------------------------------------ | --------------------------------------------------------- | -------------- | ----------------- | --------------------------- | ------- |
| 1.   | {\displaystyle 2^{136279841}-1}                                                | evtl. 52. Mersenne-Primzahl {\displaystyle M_{136279841}} | 41.024.320     | 21. Oktober 2024  | Luke Durant                 | [ 27 ]  |
| 2.   | {\displaystyle 2^{82589933}-1}                                                 | evtl. 51. Mersenne-Primzahl {\displaystyle M_{82589933}}  | 24.862.048     | 21. Dezember 2018 | Patrick Laroche             | [ 28 ]  |
| 3.   | {\displaystyle 2^{77232917}-1}                                                 | evtl. 50. Mersenne-Primzahl {\displaystyle M_{77232917}}  | 23.249.425     | 3. Januar 2018    | Jonathan Pace               | [ 29 ]  |
| 4.   | {\displaystyle 2^{74207281}-1}                                                 | 49. Mersenne-Primzahl {\displaystyle M_{74207281}}        | 22.338.618     | 19. Januar 2016   | Curtis Cooper               | [ 30 ]  |
| 5.   | {\displaystyle 2^{57885161}-1}                                                 | 48. Mersenne-Primzahl {\displaystyle M_{57885161}}        | 17.425.170     | 5. Februar 2013   | Curtis Cooper               | [ 31 ]  |
| 6.   | {\displaystyle 2^{43112609}-1}                                                 | 47. Mersenne-Primzahl {\displaystyle M_{43112609}}        | 12.978.189     | 23. August 2008   | Edson Smith                 | [ 32 ]  |
| 7.   | {\displaystyle 2^{42643801}-1}                                                 | 46. Mersenne-Primzahl {\displaystyle M_{42643801}}        | 12.837.064     | 13. Juni 2009     | Odd Magnar Strindmo         | [ 33 ]  |
| 8.   | {\displaystyle \Phi (3,-516693^{1048576})=516693^{2097152}-516693^{1048576}+1} | größte verallgemeinerte einzigartige Primzahl             | 11.981.518     | 2. Oktober 2023   | Ryan Propper, Serge Batalov | [ 34 ]  |
| 9.   | {\displaystyle \Phi (3,-465859^{1048576})=465859^{2097152}-465859^{1048576}+1} | zweitgrößte verallgemeinerte einzigartige Primzahl        | 11.887.192     | 31. Mai 2023      | Ryan Propper, Serge Batalov | [ 35 ]  |
| 10.  | {\displaystyle 2^{37156667}-1}                                                 | 45. Mersenne-Primzahl {\displaystyle M_{37156667}}        | 11.185.272     | 6. September 2008 | Hans-Michael Elvenich       | [ 36 ]  |